# 1125
Évszázadok: 11. század – 12. század – 13. század
Évtizedek: 1070-es évek – 1080-as évek – 1090-es évek – 1100-as évek – 1110-es évek – 1120-as évek – 1130-as évek – 1140-es évek – 1150-es évek – 1160-as évek – 1170-es évek
Évek: 1120 – 1121 – 1122 – 1123 –  1124 – 1125 – 1126 – 1127 – 1128 – 1129 – 1130

## Események

### Határozott dátumú események
- május 23. után – III. Lothár német-római császár trónra lépése német királyként.[1]
- június 11. – Az azazi csatában a keresztesek legyőzik a szeldzsuk törökök seregét.[2]

### Határozatlan dátumú események
- az év folyamán –
  - I. Msztyiszlav kijevi nagyfejedelem trónra lépése.[3]
  - Véget ér a Toulouse és Provence közötti háború.
  - Álmos herceg Bizáncba menekül.[4]
  - Huj-cung kínai császár lemond a trónról fia, Csin-cung javára.[5]

## Születések
- Matilda, III. Amadeus savoyai herceg lánya, később I. Alfonz portugál király felesége

## Halálozások
- május 19. – II. Vlagyimir Monomah kijevi nagyfejedelem
- május 23. – V. Henrik német-római császár (* 1086)
- január 24. – Dávid, Grúzia királya